# Índice cefálico
O índice cefálico ou índice craniano é uma proporção estipulada por Anders Adolf Retzius, equivalente à porcentagem da largura de um crânio em relação ao comprimento.

## Medição
O cálculo do índice foi estipulado pelo anatomista e antropólogo sueco Anders Adolf Retzius, que o recomendou como método preliminar de estipulação de uma raça humana. O índice é calculado pela seguinte fórmula:

{\displaystyle IC={\tfrac {Largura\mathbf {x} 100}{Comprimento}}}
A largura máxima é a distância entre a glabela e o ponto mais distante dela no occipital. O comprimento máximo, por sua vez, é a maior distância entre dois lados simétricos do crânio, geralmente logo acima e atrás das orelhas. Um índice menor que 75 indica que o crânio é longo e estreito (dolicocefalia), e, maior que 80, que o crânio é curto e largo (braquicefalia). Entre ambas as medidas está a mesocefalia ou mesaticefalia. Estas medições foram confirmadas pelo Acordo Craniométrico de Frankfurt de 1882, que acrescentou a categoria de "hiperbraquicefalia" para índices maiores que 85. Índices menores que 71 foram posteriormente definidos como hiperdolicocéfalos.

## Exemplos
Como média populacional, a hiperdolicocefalia pode ser encontrada em algumas populações de aborígenes australianos (especialmente na Terra de Arnhem e nas Ilhas Tiwi), nilóticos (nueres e xiluqes), magrebinos, indianos (especialmente os chenchus), inuítes ocidentais, baníuas e u'was. A dolicocefalia propriamente dita é muito comum ao longo do Mediterrâneo, Índia, África e entre aborígenes australianos, mas também pode ser encontrada, por exemplo, entre galeses, escoceses, inuítes, ainus e índios da América do Sul. A mesocefalia é a categoria mais comum do mundo, sendo inclusive a mais frequente entre os nativos de todos os continentes com exceção da Oceania (embora seja representada entre maoris e os extintos aborígenes tasmanianos). A braquicefalia é mais comum na Europa Central, Sibéria, Ásia Central, Oriente Médio e nas Américas, geralmente em regiões de clima frio. Há minorias braquicéfalas no Sudeste Asiático, Congo e Madagascar. A hiperbraquicefalia, por sua vez, é bastante rara, geralmente convivendo com tipos braquicéfalos, mas pode aparecer na Europa Central, Bálcãs, Ásia Central e entre algumas populações de nativos americanos como mohaves, chilcotins e sumos, este tendo o maior índice cefálico médio já medido no mundo, de 90.